# Team Sparebanken Sør/Saison 2014
Dieser Artikel listet Erfolge und Fahrer des Radsportteams Team Sparebanken Sør in der Saison 2014 auf.

## Erfolge in der UCI Europe Tour
| Datum    | Rennen                                          | Kat. | Fahrer             |
| -------- | ----------------------------------------------- | ---- | ------------------ |
| 22. Juni | Norwegische Meisterschaft – Straßenrennen (U23) | CN   | Sondre Holst Enger |

## Zugänge – Abgänge
| Zugänge             | Team 2013 | Abgänge                           | Team 2014   |
| ------------------- | --------- | --------------------------------- | ----------- |
| Kristian Åsvold     | Neoprofi  | Lorents Ola Åsvold                | Unbekannt   |
| Christian Kaggestad | Neoprofi  | Kristian Johansson                | Unbekannt   |
| Andreas Vangstad    | Neoprofi  | Sondre Holst Enger (bis 31. Juli) | IAM Cycling |

## Mannschaft
| Name                     | Geburtstag         | Nationalität |
| ------------------------ | ------------------ | ------------ |
| Kristian Åsvold          | 30. Mai 1995       | Norwegen     |
| Andreas Erland           | 31. August 1992    | Norwegen     |
| Amund Grøndahl Jansen    | 11. Februar 1994   | Norwegen     |
| Bjørn Tore Hoem          | 12. April 1991     | Norwegen     |
| Christian Kaggestad      | 14. September 1995 | Norwegen     |
| Thomas Larsen            | 22. Mai 1994       | Norwegen     |
| Morten Mørland           | 5. Dezember 1986   | Norwegen     |
| Fridtjof Røinås          | 8. Februar 1994    | Norwegen     |
| Jørgen Rydland Hodnebrog | 24. Juli 1990      | Norwegen     |
| Petter Schmidt           | 20. Dezember 1994  | Norwegen     |
| Sindre Skjøstad Lunke    | 17. April 1993     | Norwegen     |
| Andreas Vangstad         | 24. März 1992      | Norwegen     |